# Eutanazija (2018.)
Eutanazija je hrvatski animirani film redatelja Joška Marušića iz 2018. godine. Glavna tema ovoga animiranoga filma je eutanazija.
Napravljen je u 2D tehnici animacije u produkciji Zagreb filma.

## Filmska ekipa
- Režija: Joško Marušić
- Scenarij: Joško Marušić
- Zvuk: Hrvoje Štefotić
- Kompoziting: Zvonimir Ćuk
- Montaža: Zvonimir Ćuk
- Izvršna producentica: Andrijana Vidaček
- Umjetnički savjetnik: Simon Bogojević Narath
- Produkcija: Zagreb film[2]

## Radnja
U bolnici je bolesnik na samrti. U sobu ulaze medicinska sestra i liječnik, a bolesnik im na izmaku snaga neverbalno pokušava objasniti da mu pomognu i spase život, no liječnik ni ne pokušava nego nestrpljivo čeka kada će umrijeti i onda mu sam pokušava oduzeti život.

## Festivali
- Tuzla Film Festival 2018.
- Svjetski festival animiranog filma Animafest Zagreb 2019.
- Međunarodni festival animiranog filma u Sofiji Golden Kuker 2019.
- Dani hrvatskog filma 2019.
- Festival animiranog filma u Neumu NAFF 2019.
- Splitski filmski festival – Međunarodni festival novog filma 2019.
- Međunarodni festival animiranog filma Animatou 2019.
- Filmski festival u Badaloni – Filmets 2019.
- Međunarodni festival animiranog filma Cinanima 2019.
- Reggio Film Festival 2019. – ex aequo nagrada publike[3]